# Ibrahim Sarim Paxá
İbrahim Sarim Paşa (Istambul, 1801 — Istambul, 1853) foi um estadista otomano, que foi grão-vizir do Império Otomano de 29 de abril de 1848 até 12 de agosto de 1848.